# Barebook

Un barebook est l'équivalent d'un barebone pour les portables.
Il s'agit d'un bloc formé d'un moniteur, d'un boîtier ABS et de la carte mère du portable, permettant de fabriquer son portable avec sa propre configuration, sans être limité par les choix d'une marque.